# Gran Premio di superbike di Imola 2015
Il Gran Premio di superbike di Imola 2015 è stato la quinta prova del mondiale superbike del 2015, nello stesso fine settimana si è corso il quinto gran premio stagionale del mondiale supersport del 2015. Jonathan Rea si impone in gara uno con un margine di circa mezzo secondo sul compagno di squadra Tom Sykes, l'italiano Davide Giuliano, su Ducati, completa il podio. Gara due termina con un'altra doppietta per il team ufficiale Kawasaki con Rea nuovamente al primo posto. Terzo, staccato di oltre venti secondi, si posiziona Jordi Torres su Aprilia. La gara valevole per il mondiale Supersport va a Kenan Sofuoğlu che precede la coppia di piloti MV Agustaː Jules Cluzel e Lorenzo Zanetti.

## Superbike

### Gara 1
Fonte
La gara viene inizialmente interrotta al decimo giro per una caduta del pilota spagnolo David Salom. A seguito di ciò viene fatta ripartire ed accorciata a soli sei giri, con la griglia di partenza stabilita con le posizioni con cui i piloti hanno concluso il giro precedente l'interruzione.
Dopo soli sei giri è Jonathan Rea con la Kawasaki ZX-10R a vincere, aggiudicandosi così la sua settima vittoria stagionale, con Tom Sykes (compagno di Rea nel team Kawasaki Racing) al secondo posto, in questo modo i due piloti britannici realizzano una doppietta per la Kawasaki. Al terzo posto giunge Davide Giugliano con la Ducati Panigale R, il pilota italiano, al rientro in gara dopo che è stato costretto a saltare i primi quattro GP (otto gare) per infortunio, ottiene subito un piazzamento a podio, dopo aver realizzato la superpole del sabato.

#### Arrivati al traguardo
| Pos. | Nº | Pilota               | Squadra                          | Motocicletta      | Giri | Tempo     | Griglia | Punti |
| ---- | -- | -------------------- | -------------------------------- | ----------------- | ---- | --------- | ------- | ----- |
| 1º   | 65 | Jonathan Rea         | Kawasaki Racing                  | Kawasaki ZX-10R   | 6    | 10'43.252 | 3º      | 25    |
| 2º   | 66 | Tom Sykes            | Kawasaki Racing                  | Kawasaki ZX-10R   | 6    | +0.482    | 2º      | 20    |
| 3º   | 34 | Davide Giugliano     | Aruba.it Racing-Ducati           | Ducati Panigale R | 6    | +3.945    | 1º      | 16    |
| 4º   | 91 | Leon Haslam          | Aprilia Racing Team - Red Devils | Aprilia RSV4 RF   | 6    | +7.455    | 5º      | 13    |
| 5º   | 1  | Sylvain Guintoli     | PATA Honda                       | Honda CBR1000RR   | 6    | +11.925   | 15º     | 11    |
| 6º   | 86 | Ayrton Badovini      | BMW Motorrad Italia              | BMW S1000 RR      | 6    | +12.074   | 8º      | 10    |
| 7º   | 36 | Leandro Mercado      | Barni Racing                     | Ducati Panigale R | 6    | +12.789   | 7º      | 9     |
| 8º   | 15 | Matteo Baiocco       | Althea Racing                    | Ducati Panigale R | 6    | +13.712   | 14º     | 8     |
| 9º   | 60 | Michael van der Mark | PATA Honda                       | Honda CBR1000RR   | 6    | +13.863   | 9º      | 7     |
| 10º  | 84 | Michel Fabrizio      | Althea Racing                    | Ducati Panigale R | 6    | +14.637   | 13º     | 6     |
| 11º  | 40 | Román Ramos          | Team Go Eleven                   | Kawasaki ZX-10R   | 6    | +16.990   | 16º     | 5     |
| 12º  | 22 | Alex Lowes           | VOLTCOM Crescent Suzuki          | Suzuki GSX-R1000  | 6    | +21.123   | 11º     | 4     |
| 13º  | 51 | Santiago Barragán    | Grillini SBK                     | Kawasaki ZX-10R   | 6    | +32.443   | 18º     | 3     |
| 14º  | 23 | Christophe Ponsson   | Team Pedercini                   | Kawasaki ZX-10R   | 6    | +32.977   | 19º     | 2     |
| 15º  | 10 | Imre Tóth            | BMW Team Toth                    | BMW S1000 RR      | 6    | +39.711   | 20º     | 1     |
| 16º  | 75 | Gábor Rizmayer       | BMW Team Toth                    | BMW S1000 RR      | 6    | +40.821   | 21º     |       |

#### Ritirato
| Nº | Pilota      | Squadra                 | Motocicletta      | Giri | Griglia |
| -- | ----------- | ----------------------- | ----------------- | ---- | ------- |
| 2  | Leon Camier | MV Agusta Reparto Corse | MV Agusta 1000 F4 | 3    | 12º     |

#### Non ripartito per la seconda parte di gara
| Nº | Pilota      | Squadra        | Motocicletta    | Griglia |
| -- | ----------- | -------------- | --------------- | ------- |
| 44 | David Salom | Team Pedercini | Kawasaki ZX-10R | 10º     |

#### Ritirati nella prima parte di gara
| Nº | Pilota          | Squadra                          | Motocicletta      | Griglia |
| -- | --------------- | -------------------------------- | ----------------- | ------- |
| 7  | Chaz Davies     | Aruba.it Racing-Ducati           | Ducati Panigale R | 4º      |
| 14 | Randy de Puniet | VOLTCOM Crescent Suzuki          | Suzuki GSX-R1000  | 17º     |
| 81 | Jordi Torres    | Aprilia Racing Team - Red Devils | Aprilia RSV4 RF   | 6º      |

#### Non partito per la prima parte di gara
| Nº | Pilota         | Squadra      | Motocicletta    |
| -- | -------------- | ------------ | --------------- |
| 59 | Niccolò Canepa | Grillini SBK | Kawasaki ZX-10R |

### Gara 2
Fonte

#### Arrivati al traguardo
| Pos. | Nº | Pilota            | Squadra                          | Motocicletta      | Giri | Tempo     | Griglia | Punti |
| ---- | -- | ----------------- | -------------------------------- | ----------------- | ---- | --------- | ------- | ----- |
| 1º   | 65 | Jonathan Rea      | Kawasaki Racing                  | Kawasaki ZX-10R   | 19   | 34'06.825 | 3º      | 25    |
| 2º   | 66 | Tom Sykes         | Kawasaki Racing                  | Kawasaki ZX-10R   | 19   | +4.399    | 2º      | 20    |
| 3º   | 81 | Jordi Torres      | Aprilia Racing Team - Red Devils | Aprilia RSV4 RF   | 19   | +26.020   | 6º      | 16    |
| 4º   | 34 | Davide Giugliano  | Aruba.it Racing-Ducati           | Ducati Panigale R | 19   | +30.853   | 1º      | 13    |
| 5º   | 86 | Ayrton Badovini   | BMW Motorrad Italia              | BMW S1000 RR      | 19   | +35.379   | 8º      | 11    |
| 6º   | 15 | Matteo Baiocco    | Althea Racing                    | Ducati Panigale R | 19   | +38.818   | 14º     | 10    |
| 7º   | 40 | Román Ramos       | Team Go Eleven                   | Kawasaki ZX-10R   | 19   | +40.663   | 16º     | 9     |
| 8º   | 36 | Leandro Mercado   | Barni Racing                     | Ducati Panigale R | 19   | +42.067   | 7º      | 8     |
| 9º   | 84 | Michel Fabrizio   | Althea Racing                    | Ducati Panigale R | 19   | +55.722   | 13º     | 7     |
| 10º  | 22 | Alex Lowes        | VOLTCOM Crescent Suzuki          | Suzuki GSX-R1000  | 19   | +56.990   | 11º     | 6     |
| 11º  | 51 | Santiago Barragán | Grillini SBK                     | Kawasaki ZX-10R   | 19   | +1:29.613 | 18º     | 5     |
| 12º  | 10 | Imre Tóth         | BMW Team Toth                    | BMW S1000 RR      | 18   | +1 giro   | 20º     | 4     |
| 13º  | 75 | Gábor Rizmayer    | BMW Team Toth                    | BMW S1000 RR      | 18   | +1 giro   | 21º     | 3     |

#### Ritirati
| Nº | Pilota               | Squadra                          | Motocicletta       | Giri | Griglia |
| -- | -------------------- | -------------------------------- | ------------------ | ---- | ------- |
| 7  | Chaz Davies          | Aruba.it Racing-Ducati           | Ducati Panigale R  | 14   | 4º      |
| 91 | Leon Haslam          | Aprilia Racing Team - Red Devils | Aprilia RSV4 RF    | 8    | 5º      |
| 60 | Michael van der Mark | PATA Honda                       | Honda CBR1000RR SP | 8    | 9º      |
| 2  | Leon Camier          | MV Agusta Reparto Corse          | MV Agusta 1000 F4  | 5    | 12º     |
| 14 | Randy de Puniet      | VOLTCOM Crescent Suzuki          | Suzuki GSX-R1000   | 4    | 17º     |
| 23 | Christophe Ponsson   | Team Pedercini                   | Kawasaki ZX-10R    | 3    | 19º     |
| 1  | Sylvain Guintoli     | PATA Honda                       | Honda CBR1000RR SP | 0    | 15º     |

#### Non partiti
| Nº | Pilota         | Squadra        | Motocicletta    | Griglia |
| -- | -------------- | -------------- | --------------- | ------- |
| 44 | David Salom    | Team Pedercini | Kawasaki ZX-10R | 10º     |
| 59 | Niccolò Canepa | Grillini SBK   | Kawasaki ZX-10R |         |

## Supersport
Fonte

### Arrivati al traguardo
| Pos. | Nº  | Pilota              | Squadra                       | Motocicletta     | Giri | Tempo     | Griglia | Punti |
| ---- | --- | ------------------- | ----------------------------- | ---------------- | ---- | --------- | ------- | ----- |
| 1º   | 54  | Kenan Sofuoğlu      | Kawasaki Puccetti Racing      | Kawasaki ZX-6R   | 17   | 31'38.539 | 2º      | 25    |
| 2º   | 16  | Jules Cluzel        | MV Agusta Reparto Corse       | MV Agusta F3 675 | 17   | +0.883    | 1º      | 20    |
| 3º   | 87  | Lorenzo Zanetti     | MV Agusta Reparto Corse       | MV Agusta F3 675 | 17   | +9.624    | 5º      | 16    |
| 4º   | 99  | Patrick Jacobsen    | Kawasaki Intermoto Ponyexpres | Kawasaki ZX-6R   | 17   | +11.116   | 4º      | 13    |
| 5º   | 5   | Marco Faccani       | San Carlo Puccetti Racing     | Kawasaki ZX-6R   | 17   | +14.327   | 3º      | 11    |
| 6º   | 9   | Ratthapark Wilairot | CORE'' Motorsport Thailand    | Honda CBR600RR   | 17   | +29.276   | 8º      | 10    |
| 7º   | 4   | Gino Rea            | CIA Landlords Insurance Honda | Honda CBR600RR   | 17   | +29.760   | 7º      | 9     |
| 8º   | 84  | Riccardo Russo      | CIA Landlords Insurance Honda | Honda CBR600RR   | 17   | +30.745   | 9º      | 8     |
| 9º   | 36  | Martín Cárdenas     | CIA Landlords Insurance Honda | Honda CBR600RR   | 17   | +36.262   | 15º     | 7     |
| 10º  | 44  | Roberto Rolfo       | Team Lorini                   | Honda CBR600RR   | 17   | +37.478   | 12º     | 6     |
| 11º  | 11  | Christian Gamarino  | Team Go Eleven                | Kawasaki ZX-6R   | 17   | +45.384   | 14º     | 5     |
| 12º  | 61  | Fabio Menghi        | VFT Racing                    | Yamaha YZF R6    | 17   | +51.933   | 13º     | 4     |
| 13º  | 6   | Dominic Schmitter   | Team Go Eleven                | Kawasaki ZX-6R   | 17   | +52.148   | 17º     | 3     |
| 14º  | 41  | Aiden Wagner        | Kawasaki Intermoto Ponyexpres | Kawasaki ZX-6R   | 17   | +57.711   | 20º     | 2     |
| 15º  | 111 | Kyle Smith          | PATA Honda                    | Honda CBR600RR   | 17   | +1'09.602 | 10º     | 1     |
| 16º  | 74  | Kieran Clarke       | CIA Landlords Insurance Honda | Honda CBR600RR   | 17   | +1'10.242 | 21º     |       |
| 17º  | 34  | Ezequiel Iturrioz   | CATBIKE/exit                  | Kawasaki ZX-6R   | 17   | +1'23.720 | 22º     |       |

### Ritirati
| Nº | Pilota         | Squadra                       | Motocicletta     | Giri | Griglia |
| -- | -------------- | ----------------------------- | ---------------- | ---- | ------- |
| 10 | Nacho Calero   | Orelac Racing                 | Honda CBR600RR   | 12   | 19º     |
| 68 | Glenn Scott    | AARK Racing                   | Honda CBR600RR   | 11   | 18º     |
| 25 | Alex Baldolini | Race Department ATK#25        | MV Agusta F3 675 | 8    | 6º      |
| 19 | Kevin Wahr     | SMS Racing                    | Honda CBR600RR   | 8    | 16º     |
| 14 | Lucas Mahias   | Kawasaki Intermoto Ponyexpres | Kawasaki ZX-6R   | 4    | 11º     |

### Non partito
| Nº | Pilota           | Squadra     | Motocicletta   |
| -- | ---------------- | ----------- | -------------- |
| 81 | Alessandro Nocco | Team Lorini | Honda CBR600RR |